# ソーナダンダ経
『ソーナダンダ経』（巴: Soṇadaṇḍa-sutta, ソーナダンダ・スッタ）とは、パーリ仏典経蔵長部の第4経。漢訳で『種徳経』（しゅとくきょう）とも表現する。
類似の伝統漢訳経典として、『長阿含経』（大正蔵1）の22経「種徳経」がある。
経名は、経中に登場するバラモンであるソーナダンダ（種徳）に因む。

## 構成

### 登場人物
- 釈迦
- ソーナダンダ --- 高名なバラモン

### 場面設定
ある時、釈迦が500人の比丘と共に、アンガ国の首都チャンパーに滞在していた。
そこに住んでいた高名なバラモンであるソーナダンダは、十の称号（十号）と共に釈迦の評判を聞き、彼を訪ねてみることにした。
釈迦はソーナダンダに「真性のバラモン」の条件を問う。ソーナダンダは、1.智慧、2.戒律、3.血筋、4.経典、5.容姿の5つを挙げる。釈迦がその優先順位を問うと、ソーナダンダは後ろの3つを削って、智慧と戒律を残す。釈迦はそれを賞賛する。
ソーナダンダに智慧と戒律を問われ、釈迦は話を始める。まず、それぞれ10箇ある小・中・大の3種の戒（それぞれ十善戒・十戒・十重禁戒に相当）が述べられ、続いて四禅および六神通が述べられる。
ソーナダンダはその内容を聞いて法悦し、三宝に帰依することを誓う。

## 日本語訳
- 『南伝大蔵経・経蔵・長部経典1』（第6巻） 大蔵出版
- 『パーリ仏典 長部（ディーガニカーヤ）戒蘊篇I』 片山一良訳 大蔵出版
- 『原始仏典 長部経典1』 中村元監修 春秋社